# Муакур
Муаку́р (фр. Mouacourt) — коммуна во французском департаменте Мёрт и Мозель региона Лотарингия. Относится к  кантону Арракур.	

## География
Муакур расположен в 33 км к востоку от Нанси. Соседние коммуны: Куанкур на севере, Ксюр на востоке, Парруа на западе.

## История
Муакур входил ранее в кантон Люневиль-Сюд. С 1973 по 1987 годы коммуна была ассоциирована в Парруа.		

## Демография
Население коммуны на 2010 год составляло 87 человек.
| 1962 | 1968 | 1975 | 1982 | 1990 | 1999 | 2010 |
| ---- | ---- | ---- | ---- | ---- | ---- | ---- |
| 101  | 95   | 98   | 69   | 66   | 78   | 87   |